# 夜

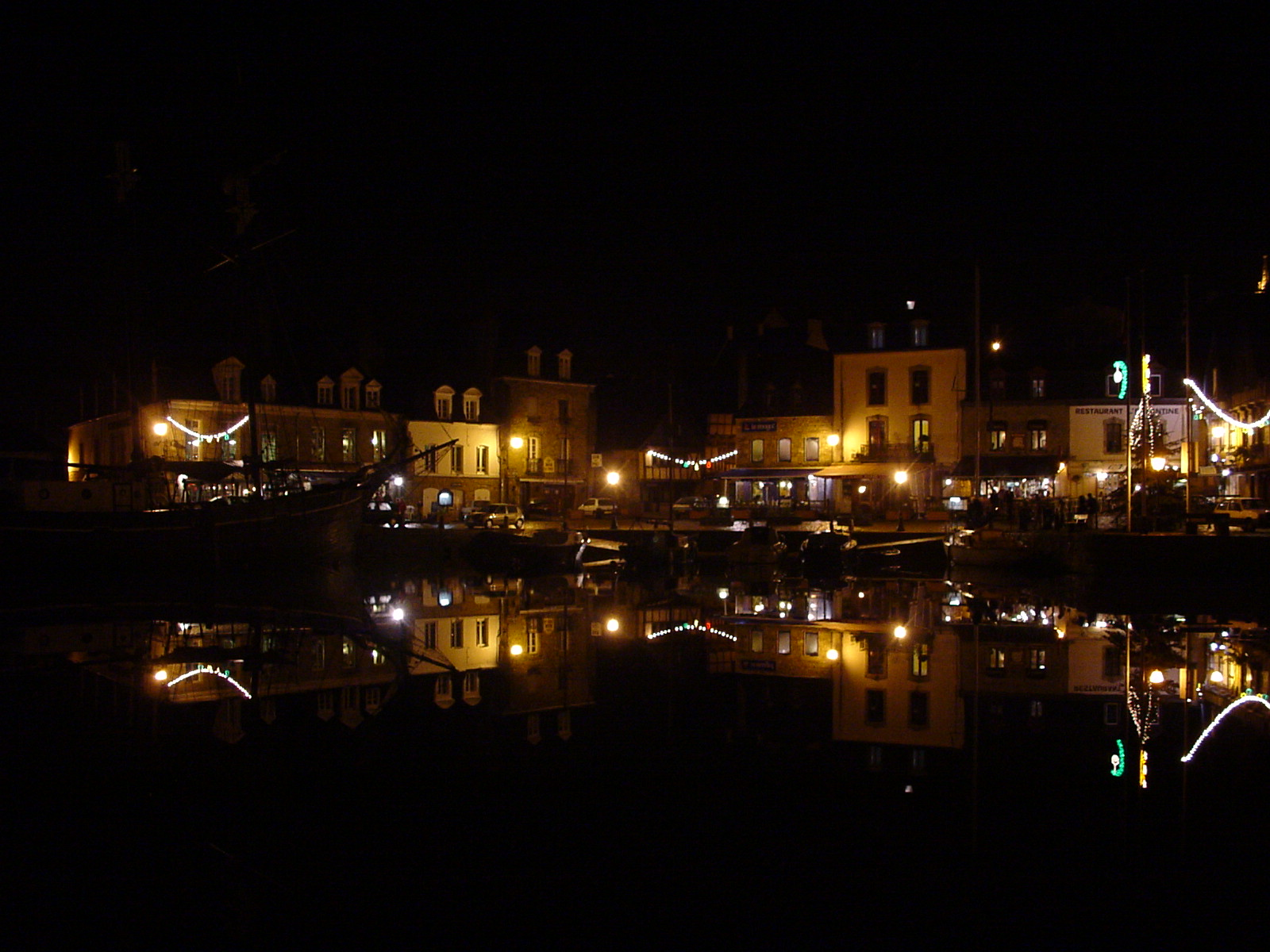
夜の港（フランス・オーレー）。

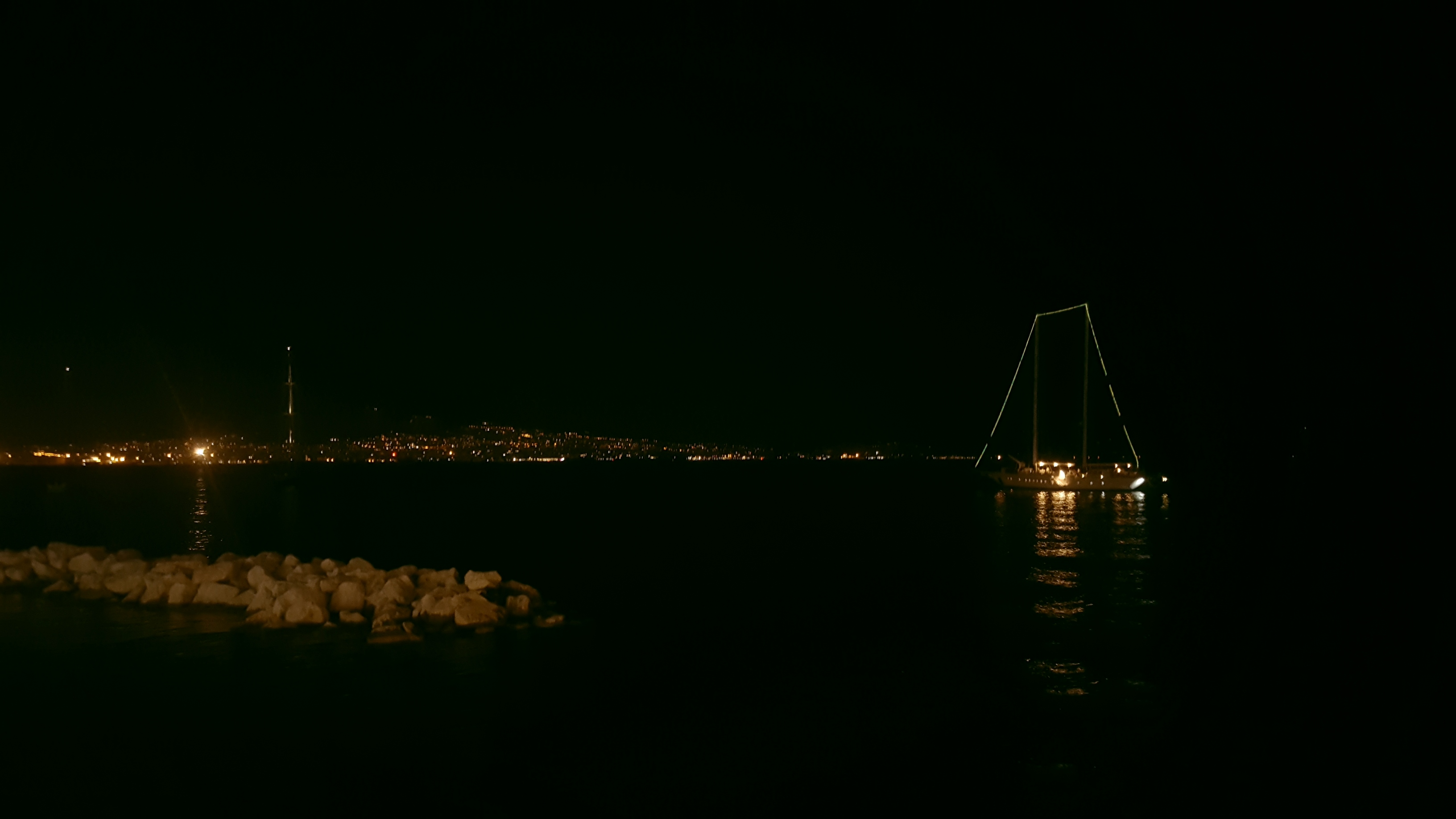
夜間（イタリア・ナポリ湾）。

夜（よる）または夜間（やかん）は、日没から日の出までの時間のことである。太陽が地平線や水平線の向こう側にある時間帯である。宵（よい）ともいう。反対に日の出から次の日没までの間の時間は昼・昼間という。
十二時辰では酉・戌・亥・子・丑・寅（午後5時から午前5時）が夜枠となる。

## 神話と伝承

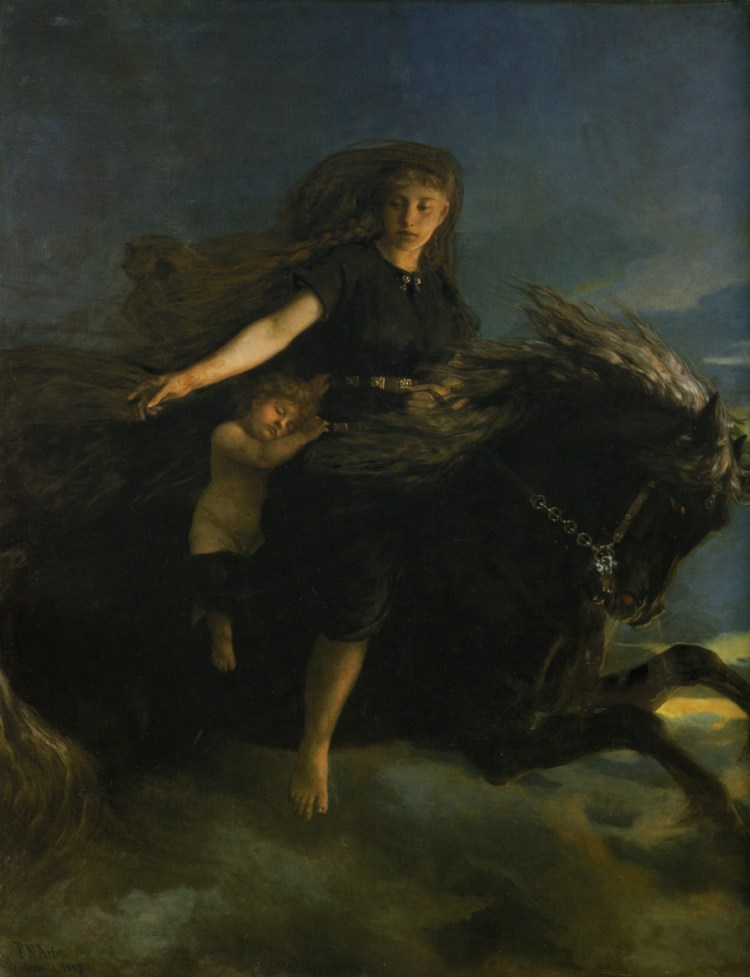
様々な神秘が起きるとされる夜

世界の創造の神話や伝説は天地や日月の創造に加え、夜や昼の創造を伴っている。

### 古代インド
古代インドの神話では、夜の女神ラートリー（Rātrī）は太陽の母親であり、毎夜のこと太陽を身ごもって大切にはぐくみ出生させるが、太陽が分娩されると同時にラートリー（夜）は消えなければならないので、彼女は自分の愛児を自分の乳を与えて育てることはできない。そこでその子を代わりに育てるのが、彼女の妹にあたる曙の女神ウシャスであり、彼女はまた同時に、闇の悪魔たちに激しい攻撃を加えて西の果てに追い払い、世界に夜明けをもたらす。

### マオリ族の神話
マオリ族の神話ではヒネ・ヌイ・テ・ポが夜の女神である。
天と地を分離させた森の神タネが、あるときのこと土で女を造り、生命を吹き込んで自分の妻にし、ヒネ・イ・タウ・イラという娘を産ませ、この娘が成長すると今度は彼女を妻にした。だがタネが自分の父親であることを知ると、彼女はその関係を恥じて自殺し、地下の冥府へ行き、偉大な夜の女神ヒネ・ヌイ・テ・ポになった。タネはヒネの死を悲しんで彼女を追い冥府に行き、彼女に一緒に地上に帰るようもとめたが、ヒネはそれを断り、「わたしはこのまま地下にとどまり、タネが地上で養う子孫の人間たちを、暗黒と死へと引き下ろす」と宣言し、死の女神となったという。

### ギリシア神話

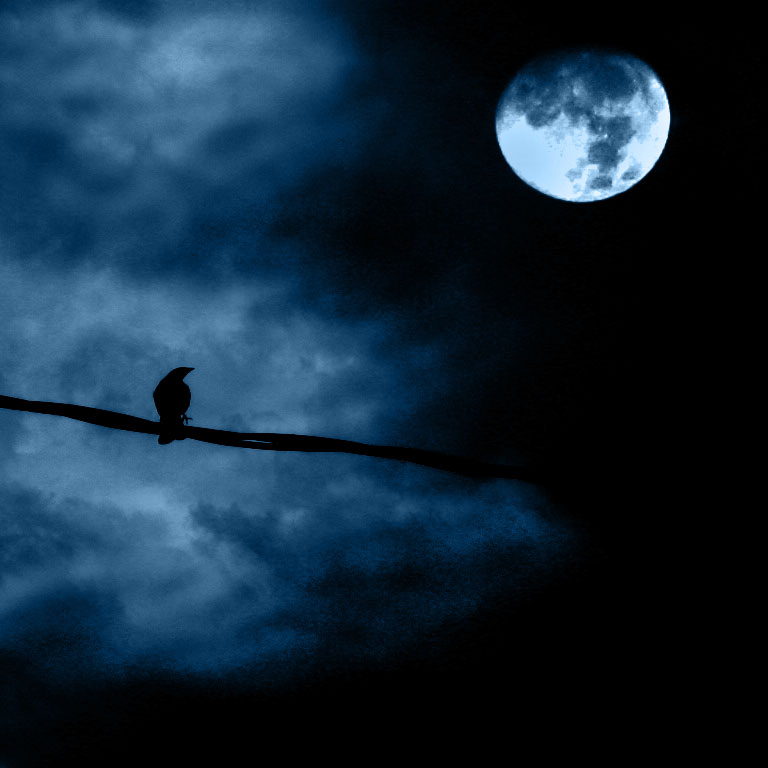
月明かりに照らされた夜景

ギリシア神話では、夜 Nyx ニュクスは、原初の時にカオスから生まれた偉大な女神であり、その力たるや神々の王ゼウスも恐れるほどである。ニュクスは自分の兄弟にあたる地下の闇 エレボスと結婚し、昼の女神Hemera ヘメラを産んだ。母ニュクスと娘ヘメラは西の果てにある夜の館に住んでいるが、一方が帰ってくる時は他方は館から出てゆくので、二人はすれ違うたびに挨拶はかわすものの一緒にいることはけっしてない。ニュクスには、エレボスの種によらず自分だけで産んだ多くの子供たちがおり、そのうちのひとりはどこにでもニュクスのお供としてついてくる眠りの神Hypnosヒュプノスであり、その双子の兄弟は死の神タナトスで、二人は一緒に夜の館の隣に居を構えている。また、ニュクスの子には、女神エリスがおり、ヒュプノス・タナトスの妹にあたり、彼女から人間の死と苦しみの原因となるあらゆる災いが生まれることになった。

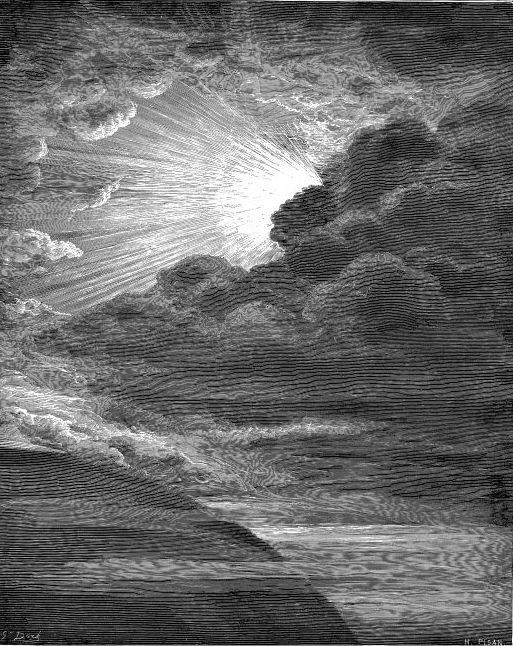
光の創造("The Creation of Light")

### 聖書
『創世記』には以下のように記されている。
『ヨハネの黙示録』では、夜は、闇と同じく神の救済が届かない、悪の支配領域とされている。

### 西欧の伝承
魔法や魔術は、夜間にその力が発揮されると考えられていることが多い。また吸血鬼は夜に活動すると信じられているし、狼男は満月の夜に狼に変身するという伝承がある。

### 日本

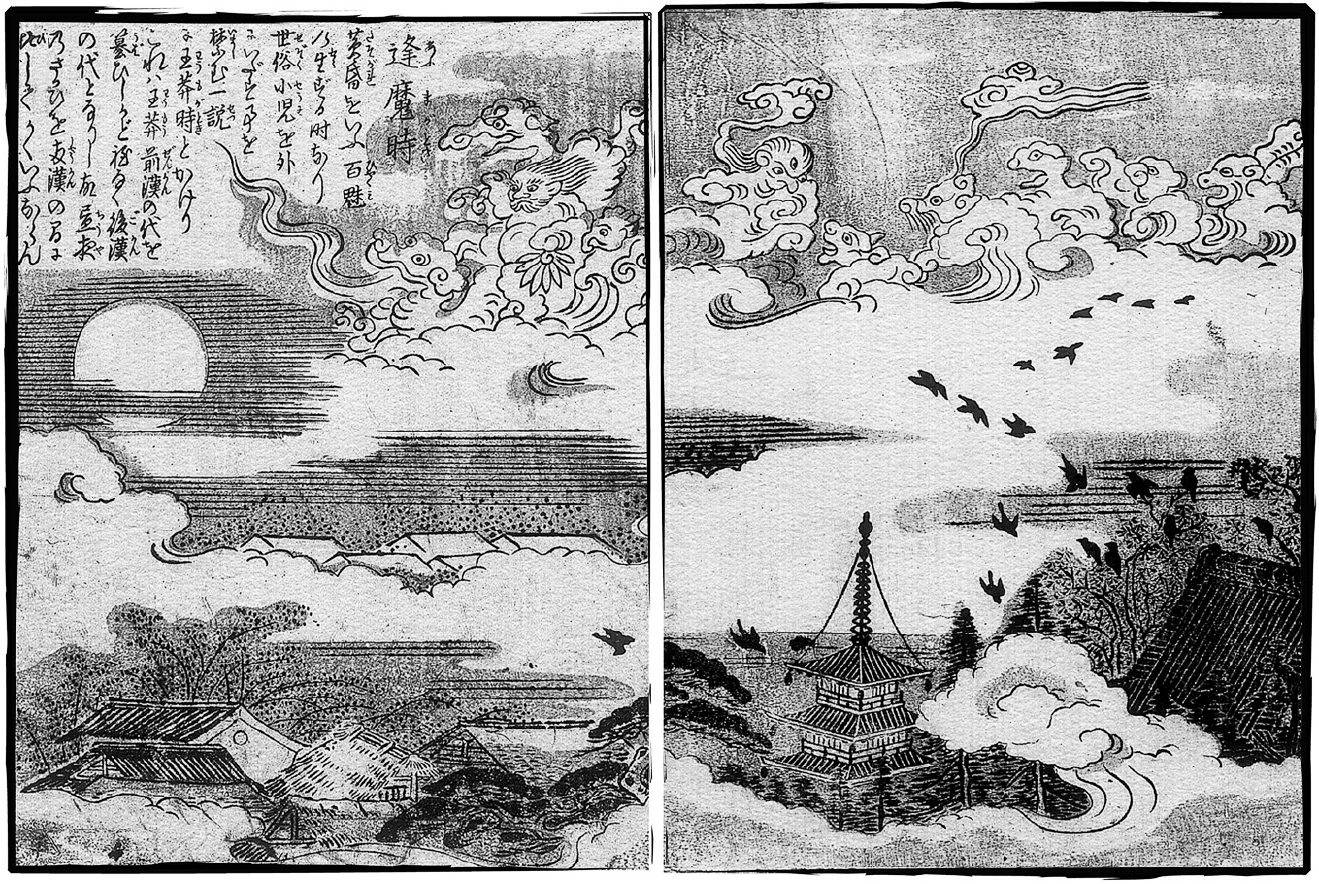
「逢魔時」『今昔画図続百鬼』：鳥山石燕

日本では昼と夜の境である《たそがれ時》は神隠しなどの不思議な出来事のよく起きる時刻とされた。（《たそがれ》は「誰（た）そ彼」で、夕方うす暗くて人の見分けのつかない時のことで、一方《かわたれ》は「彼は誰」で主として明け方の薄暗い時を言う）。このような物事の見分けがつかない時間は、いわばこの世と異界がまじわる時でもあったから、異界から神や魔物や妖怪が多く出現したのである。
この時間帯を「逢魔時（おうまがとき）」とも言う。電灯など無い時代、夜はまさに闇の世界であり、人々の家のすぐそばまで異界の境は近づいていたのである。「百鬼夜行」という言葉があるように、夜はさまざまな魔物や妖怪が出没する時間帯であったのである。『日本書紀』の伝説には、夜は神がつくり昼は人がつくった、とある。夜は神の世界であったから、祭りや神事の多くは、日没からあかつきにかけて行われる。

## 時代と夜

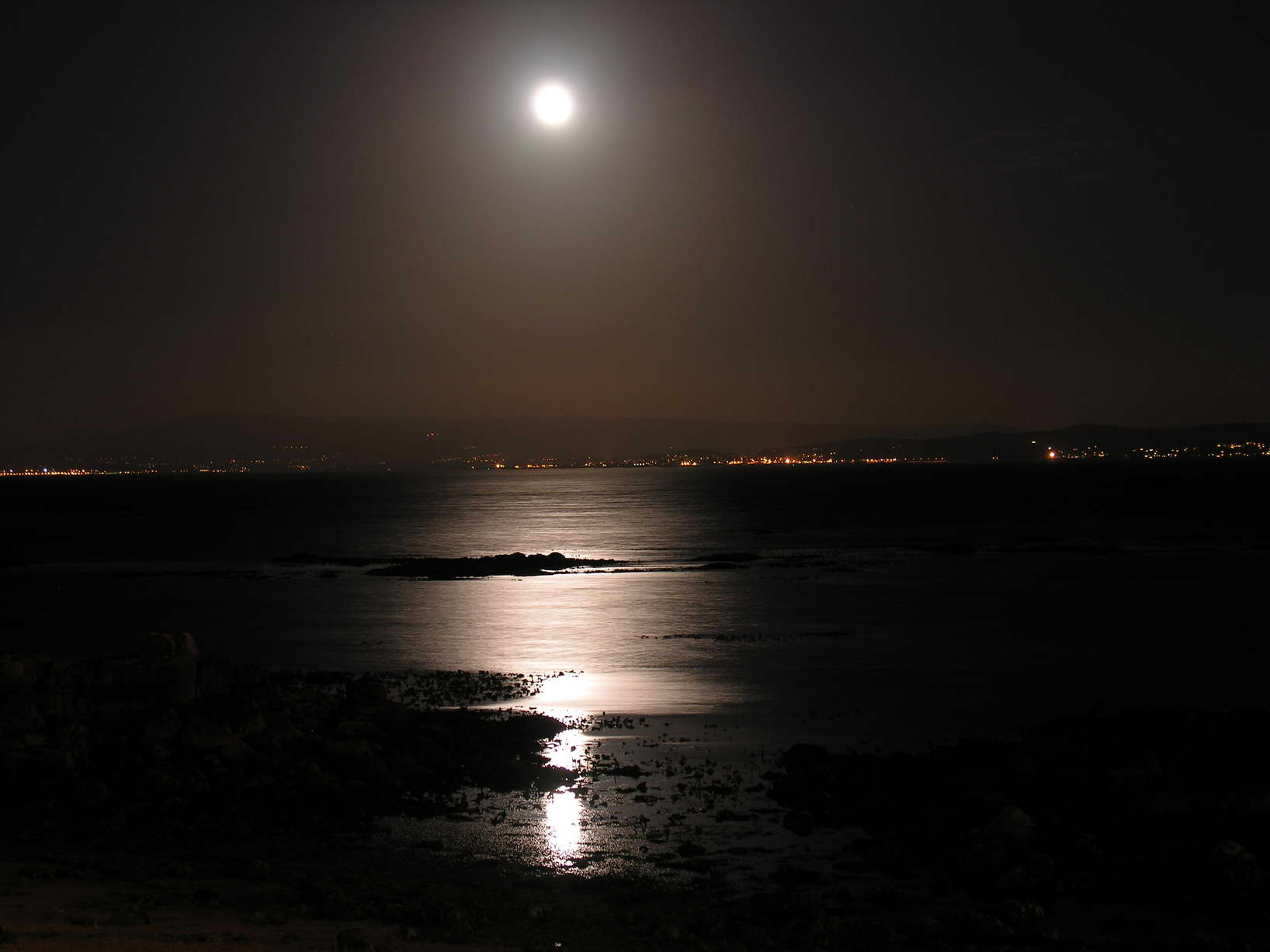
月明り

もともと人というのは日の出とともに起き、日没とともに寝るという、自然のリズムで生活することが主であった。
ただし、夜は全く活動しなかったわけでもない。月が出ている夜は月明りのもと活動することができた。
火を使うようになってからは、月が出ていない夜でも、夜の比較的早い段階では一定の活動があったものと考えられる。
昔も今も、人の性的な営みは夜に行なわれることが多い。むしろ闇によって引き起こされる活動もまたあったものと考えられるのである。
灯火が発達するにつれ、夜間に明かりをつけた下で活動が行われるようになった。人と人のつながりが夜に結ばれるようにもなった。イスラム教のラマダーンの期間中は、昼間は断食が義務づけられていて静かで、夜間に親族・知人が会して食事をにぎやかにとる。西欧には「歴史は夜作られる」との言葉も生まれた。

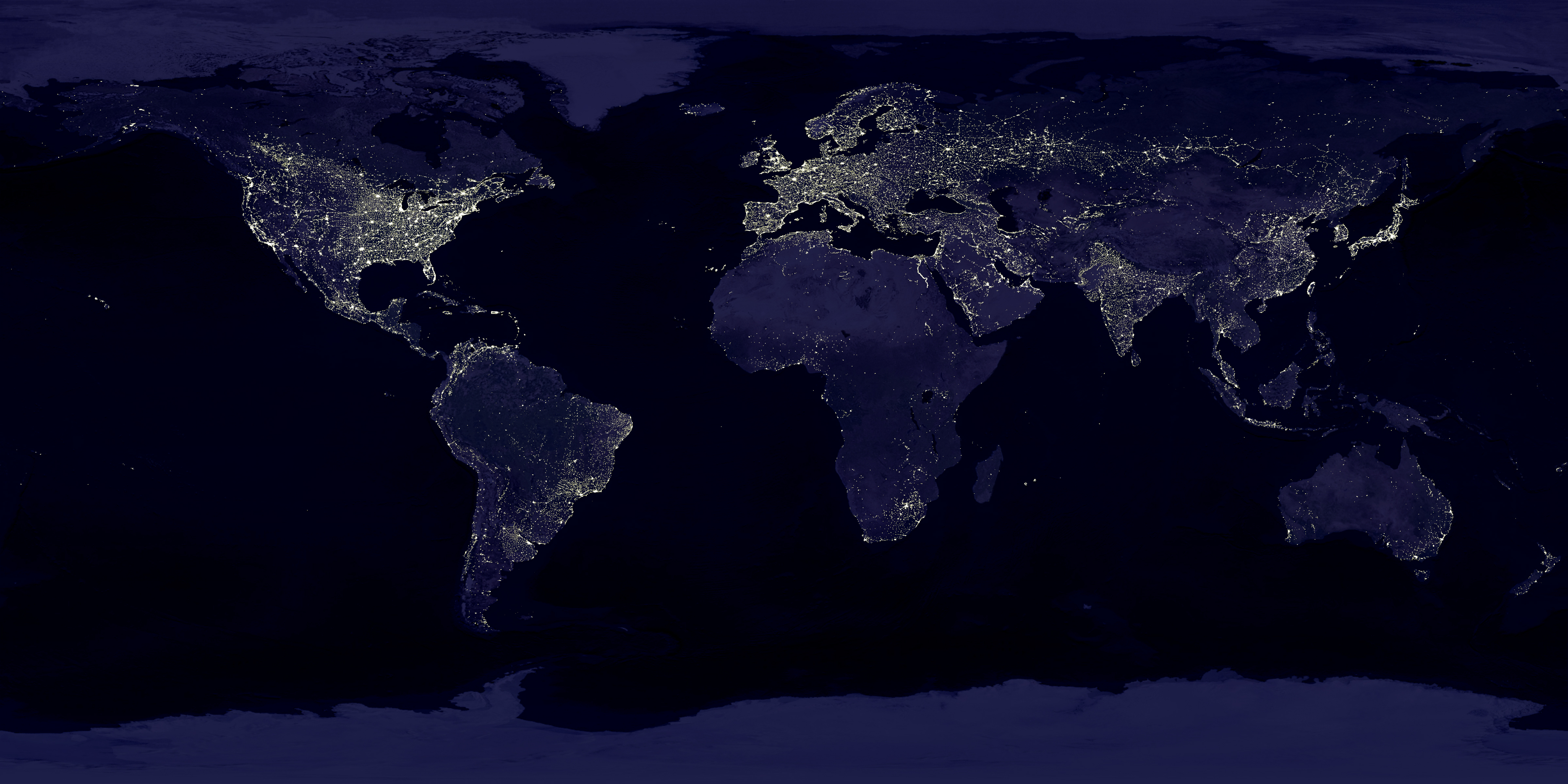
夜の地球(1994.10.1 - 1995.03.31)

世界各国を見渡せば、夜はやはり大半の人々にとって自宅で静かに過ごす時間帯である。
（あくまで少数派にすぎないが）近・現代、しかも特に大都市などでは、夜の前半には活発に活動する人もいる。仕事や学校を終えた後に、遊ぶ時間に使っている人も多い(このため、娯楽施設などは夜の料金を昼間よりも高めに設定している場合がある)。だがそうした人でも、夜も半ばを過ぎると睡眠をとる時間帯となる。
日本などではコンビニエンスストアなど24時間営業する店舗の数は近年増えたが、夜間にこうした施設で照度の高い照明に身体がさらされることが体内時計を狂わせ、健康を害し精神的にも不安定にさせる元凶となっているとしばしば指摘されている。何億年という生命の歴史によってもたらされた人の体内時計は、夜は暗く昼は明るいという自然な状態にあって正常に機能するものなのである。
交通網が発達してからは、夜は昼に比べて車の通行量や公共交通機関の利用客が減少することから、道路や線路の保守工事を夜間(特に深夜帯)に充てているケースも多い。
青少年保護育成条例や風俗営業等の規制及び業務の適正化等に関する法律等により、夜間は青少年（概ね18歳未満）の理由のない単独の外出を原則として禁止しているほか、映画館・ボウリング場・カラオケボックス・ゲームセンター・インターネットカフェ・まんが喫茶等の娯楽施設は青少年の夜間の立ち入りが禁止となっている（都道府県・店舗・時間帯によっては、保護者同伴でも立ち入りを禁じられる場合もある）。

## 天文学的にみた夜

太陽光と地軸による夜時間の変化
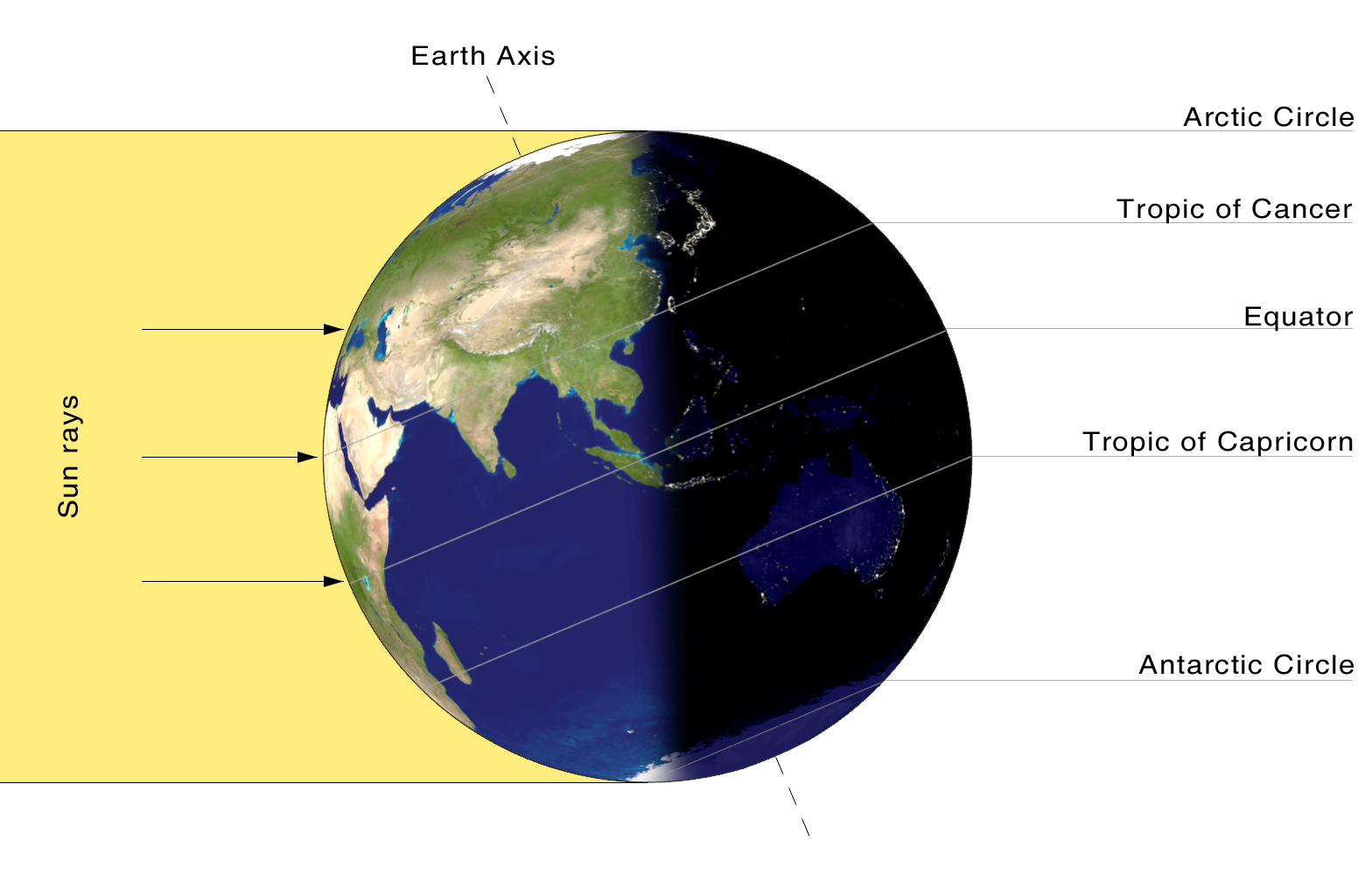
夏至
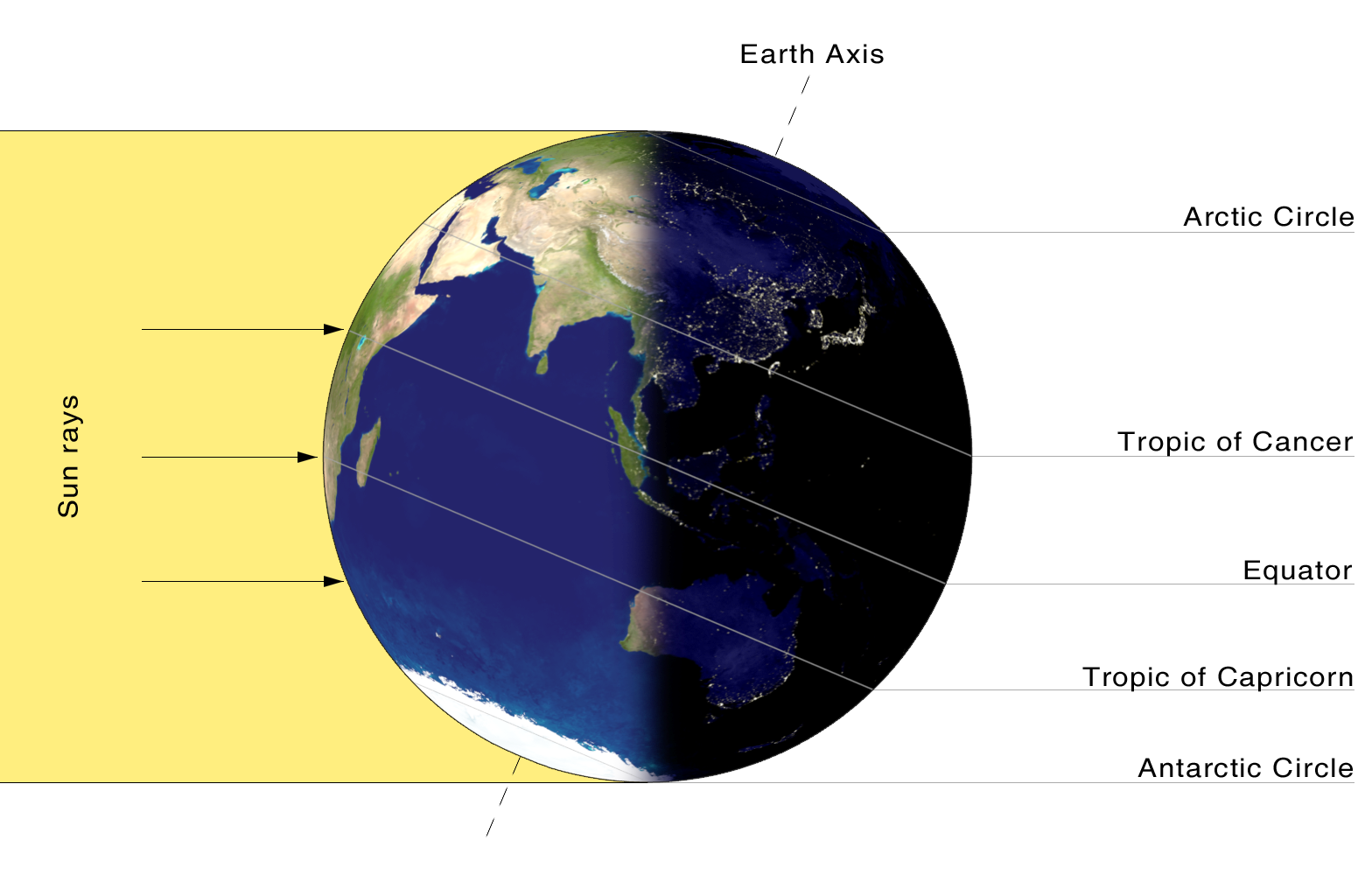
冬至

地球は、地軸を軌道面と垂直な方向から約23.4度傾けて、太陽の周りを自転しながら公転している。このため、太陽は、天の赤道から約23.4度傾いた黄道上を、1年かけて一周するように見え、太陽の赤緯が変化する。これにより、ある地点での夜の長さは1年周期で変化する。夏至の頃には、北半球では夜が最も短くなり、逆に南半球では最も夜が長くなる。冬至の頃にはこの逆になる。夜と昼の長さの変化は高緯度地域になるほど大きくなり、北緯66.6度以北、南緯66.6度以南では、太陽が全く沈まず、一日中昼となる白夜と、太陽が全く昇らず、一日中夜となる極夜が生じる。北極や南極に近づくほど、白夜や極夜が続く期間は長くなり、北極と南極では、1年のうち半分は夜が続き、残り半分は昼となる。赤道では、ほとんど昼夜の長さの変化は生じない。

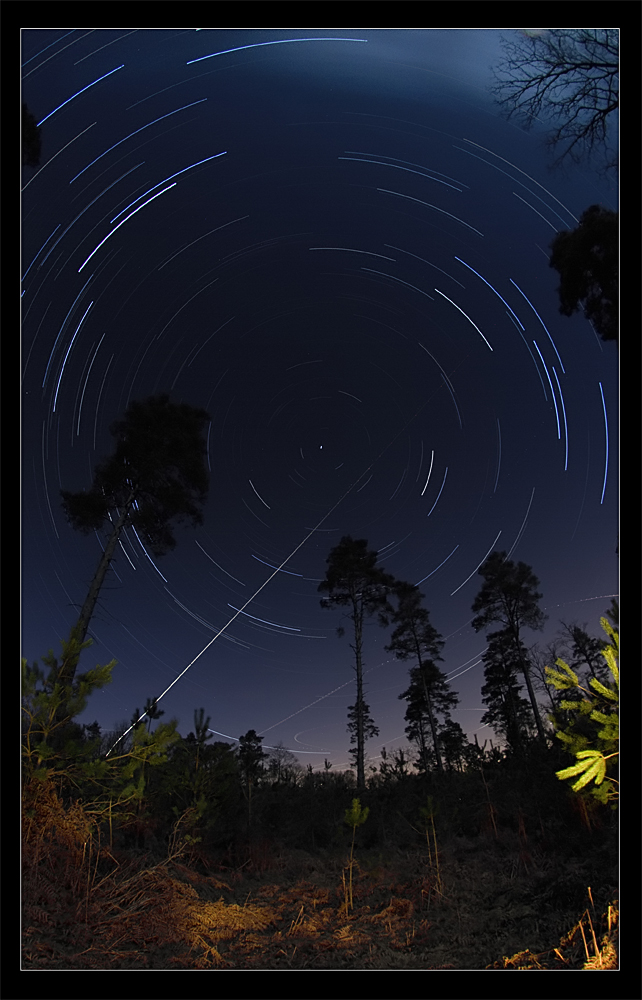
星の動き

日の出、日の入りの定義が、太陽の中心が地平線または水平線に重なった瞬間ではなく、太陽の上端が地平線または水平線に重なった瞬間であること、さらに地平線、水平線付近では大気の影響で太陽が実際よりも上に見えることから、春分、秋分の日でも、昼と夜は同じ長さにならず、夜が少し短くなる。
太陽が沈んだ後、または昇ってくる前に、まだ夜なのに空が明るく昼に近い状態になることがある。これを薄明という。高緯度地域では、太陽が地平線と浅い角度をもって移動するようにみえるため、低緯度地域に比べて薄明が長く続く。
夜になると、空には恒星や惑星、月などが明るく輝くようになる。昼でも見える月などごく一部の天体の観測や、流星の電波観測などを除けば、天体観測はもっぱら夜に行われることになる。

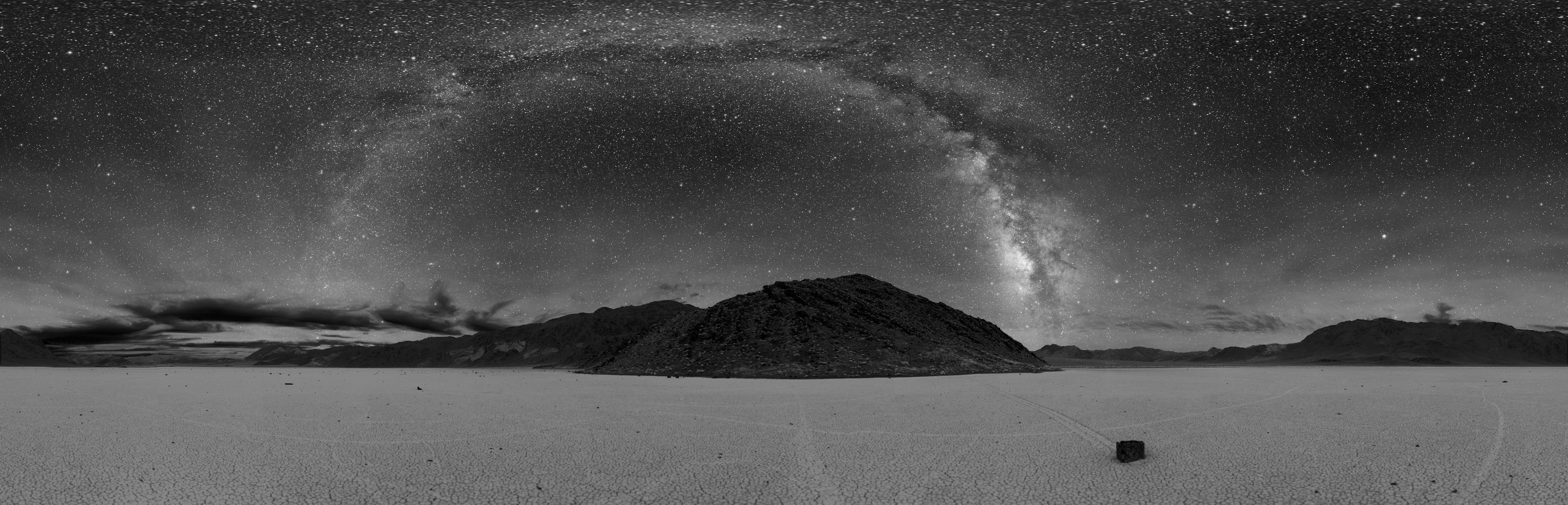
夜空に浮かびあがる天の川

## 気象から見た夜

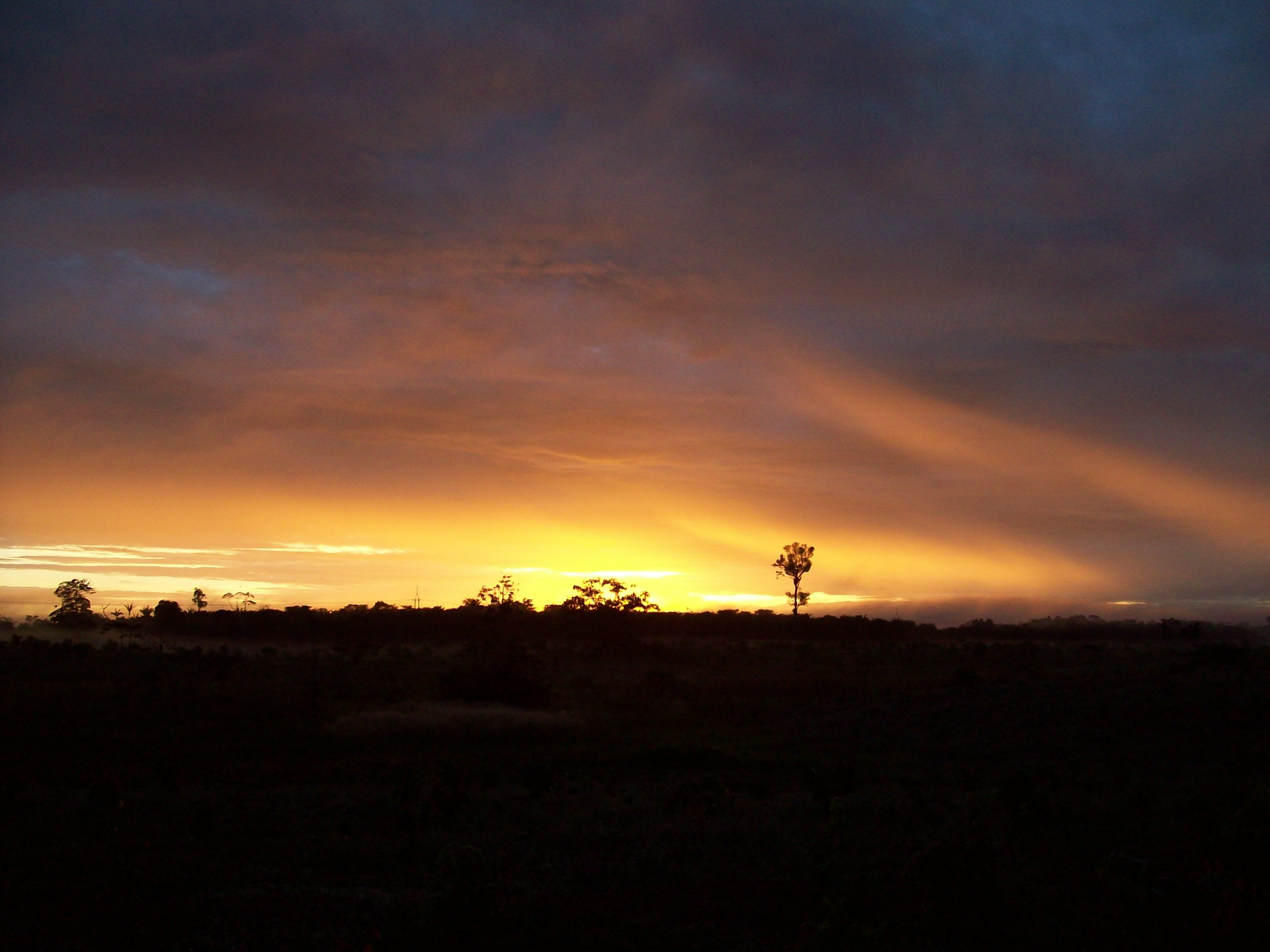
夜明け

気象面から見れば、夜は何より太陽が見えない時間である。太陽は地表の熱源であるので、夜間は気温や地温が下がる。気温の低下は太陽が姿を現すまで続き、もっとも気温が低くなるのは夜明け寸前であり、この時に一日の最低気温となる。
気温が下がると空気の飽和水蒸気量は低くなるので、夜間は相対的に湿度が高くなる。露点以下となれば水蒸気は凝結して水となる。暖かい季節であればこれは露の形を取り、冬には霜となる。あるいは霧の形を取る場合もある。
また、地表では放射冷却のために空気より冷えやすい。そのため、地表近くの空気の方がより高いところの空気より温度の低下が激しい。そのため地表近くが先に露点に達する。その結果、山頂から見降ろした場合、谷間に一面に雲ができているのが見える場合がある。これを雲海という。なお、自動車などのまわりに早く霜が付いたりするのは、地面よりさらに放射冷却が激しいからである。
なお、晴天により星が見える状態を星空（ほしぞら）という。また、月が出ている状態を月夜（つきよ）といい、月は出ているが霞んでいる状態を朧月夜（おぼろづきよ）という。

## 気象庁の予報用語
気象庁では、混乱や誤解を避けるため、天気予報などで用いる用語を定めている。府県天気予報の用語では、「夜」は日付が変わる前の18時から24時のみを指している。日界をはさんで「夜」を用いた場合、たとえば21日の明け方に発表する気象情報で「昨夜（から）」を用いたときに、20日の日の出までの夜を指すのか、21日の日の出までの夜を指すのかが不明確になるためである（気象庁は「20日の夜（から）」のように具体的な日付を用いることを勧めている）。17時発表の天気予報での「今夜」は「発表時刻から24時まで」である。
1日を昼夜に二分する場合、「夜」という語は18時から翌日6時までを指して用いる。ただし予報用語としては、対象とする時間が長いために単体では用いないことが推奨されている。広義の「夜」は3時間ごとに、「夜のはじめ頃」（18時から21時）、「夜遅く」（21時から24時）、「未明」（0時から3時）、「明け方」（3時から6時）に区分される。
18時から21時について、かつては予報用語として「宵のうち」が用いられたが、「宵」がもっと遅い時間を指す理解があるとして、2007年の用語改正によって「夜のはじめ頃」に改められた。「夜更けて」は「対象時間が不明確な用語」として、「夜半」を含む表現は「日常的に使われることが少なくなっている用語」として「用いない」とされている。

## 生物と夜

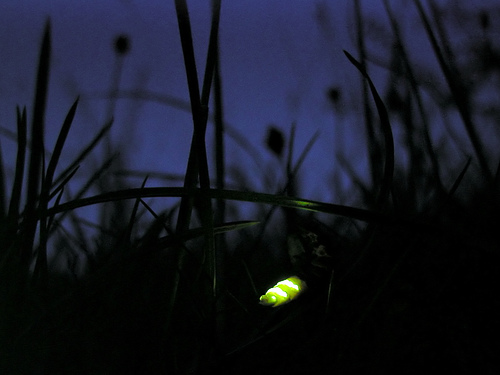
夜に光を放つlampyris noctiluca
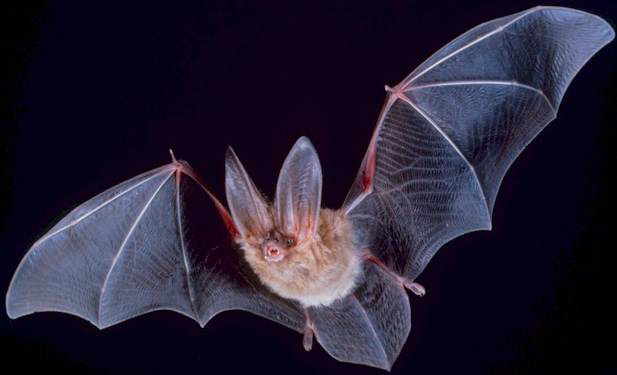
コウモリは夜行性動物の1つである

動物の中には、夜に主に活動するものと、昼に主に活動するものがいる。これをそれぞれ、夜行性、昼行性という。ヒトは元々昼行性動物であるが、火を使用し、さらに電灯などを用いるようになり、現在では昼夜を問わず活発に活動しているが、基本的には昼行性は維持されていると見て良い。
植物は光合成で生活しているから、基本的には昼間に活動するものと考えられ、中には夜間は葉を閉じるものもある。ネムノキなどが有名で、このような葉の動きを就眠運動という。花にも夜間は閉じるものが多い。これは傾性による。しかし、中には夜間に花を開くものがある。これらは、夜行性の動物を花粉媒介に利用するものと考えられる。
植物は、昼は光合成と呼吸をしているが、夜になると動物と同じように呼吸のみをするようになる。そのため、夜になると、昼に比べて大気中の酸素濃度はわずかに減少し、二酸化炭素濃度は増加する。野外においてはこの差はそれほど大きいものではないが、アクアリウムのようなほぼ閉じた環境では、影響も大きい。
暖地の砂漠では、夜行性の動物が圧倒的に多い。昼間は活動するには過酷だからである。植物においては、光合成は当然昼間に行わなければならないが、その時に気孔を開けては水分が放出されてしまう。そのため夜間に二酸化炭素を取り込むCAM型光合成をおこなうものが知られる。

## 文化

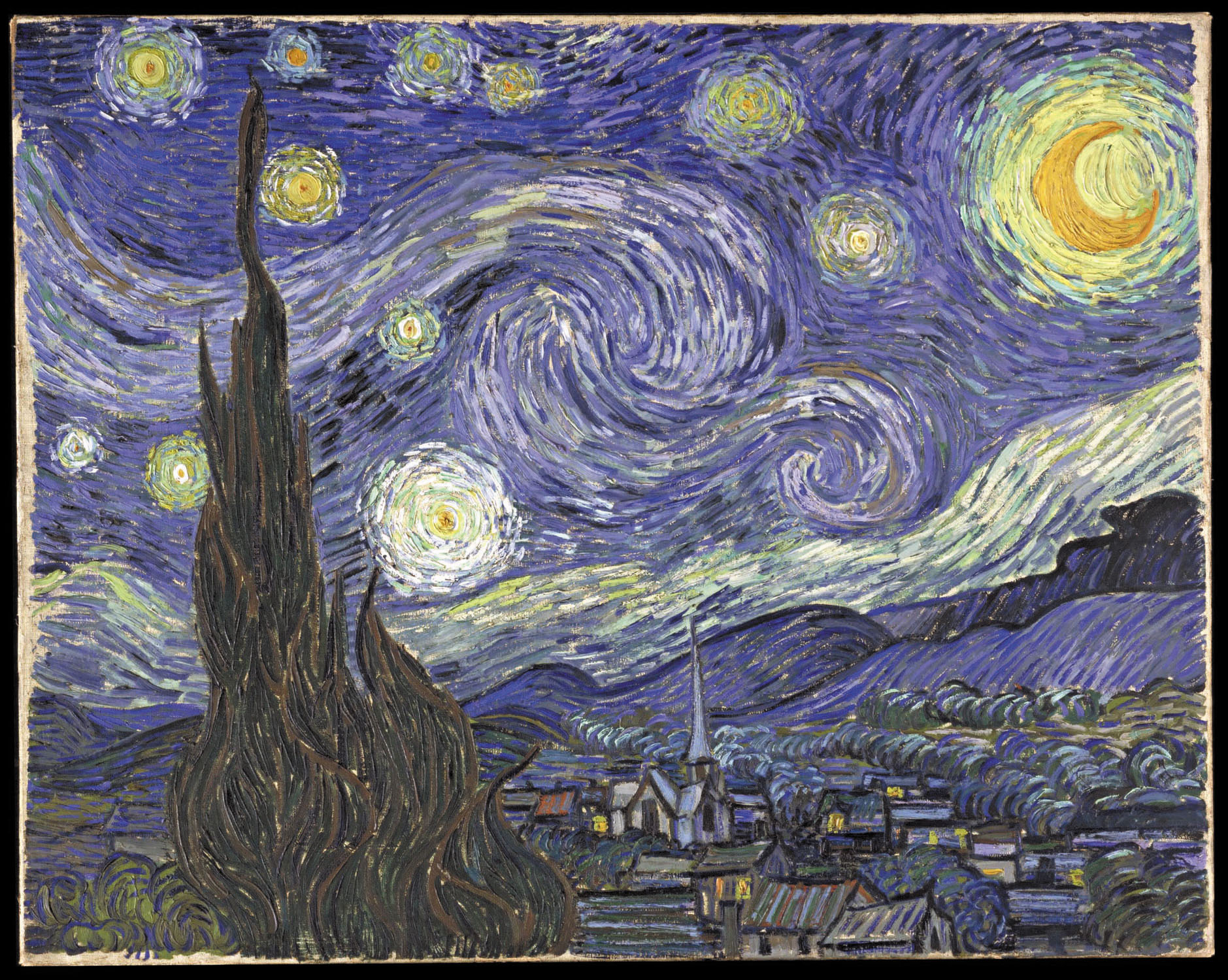
ゴッホの『星月夜』
(ニューヨーク近代美術館所蔵)

### 英語
Eveningという字は、古英語で夜を意味する æfen（「均等にする」の古英語 efen と違うことに注意）から来ている。それが「夜に向かう」という進行形で æfnungとなり、現在のEveningとなった。その途中で、夜を Even としていたのが、nが何かしらの理由で抜けて、現在のクリスマス・イブやニューイヤー・イブのイブとなった。

### 日本の古来の夜の時刻の呼び名
十二時辰の鐘の数による呼び名では、暮れ六つから明け六つまでの夜間を6等分し、暮れ六つ、夜五つまたは宵五つ、夜四つ、夜九つまたは暁九つ（真夜中）、夜八つまたは暁八つ、暁七つ、明け六つと呼ぶ。ここで真夜中から夜明け前まで「暁」と呼ぶのは、現代語の「暁」は「夜明け」「明け方」（太陽は出ていないが、空が明るくなり出している状態）を指すが、古語では「未明」（空が明るくなる前の状態）を表すためである。
また、それとは別に夜間専用の時刻の呼び方として、更点法というものもあった。これは日暮れを一更（初更）とし、二更、三更、四更、そして夜明け前の五更と5等分し、一つの更はさらに一点（初点）から五点まで5等分され、夜明けは五更五点となるというものである。漢字「更」は中国において更夫（夜番）が更代する意味から、夜間の時刻の呼称に用いられるようになった。「更」がそこからさらに転じて「夜がふける」の意味に用いられるようになったのは日本独自の用法である。

### 音楽
夜をテーマとした個々の楽曲は枚挙に暇がない。形式として夜を意識したものには以下のようなものがある。
- 夜想曲（ノクターン）
- 小夜曲（セレナーデ）
  - アイネ・クライネ・ナハトムジーク - モーツァルト作曲のセレナーデ、かつては小夜曲と直訳されたが、小夜曲がセレナーデの訳として定着したため区別される。セレナーデ自体は、ラテン語で「穏やかな」を意味する serenus を語源とする[14]。
- 夜の音楽（バルトーク・ベーラを参照）

### 「夜」を題名とする作品
- 夜 (フルート協奏曲) - アントニオ・ヴィヴァルディの楽曲
- 夜 (映画)